# Культура Вансін
Культу́ра Вансі́н (кит. 網形文化, піньїнь Wǎngxíng) — доісторична археологічна культура Тайваню пізнього палеоліту. Відкрита недавно, в процесі вивчення руїн Боґонлун, виявлених у середині 1980-х років. Вона поширена на північному заході Тайваню. Форма, спосіб виготовлення та вигляд знарядь праці схожі на ті, що поширені в південно-східному Тайвані. Культура Чанбінь у прибережній зоні дещо відрізняється від культури Вансін, тому археолог Ї Чанцзян виокремив її в іншу культуру.

## Знаряддя праці та господарська діяльність
За стратиграфічним дослідженням і виявленими артефактами час існування культури Вансін можна розділити на ранній і пізній періоди. Ранніми виявленими місцями є Боґонлун, Юеху та Феньляо Шуйвей, усі в шарах, сформованих в плейстоцені. Значення реліквій полягає в тому, що грубі кам'яні знаряддя використовуються як основні. Комбінували кам'яні знаряддя з кам'яних серцевин та знарядь із лусками. Більшість їхніх функцій — рубання, розбиття чи шкрябання. Господарською діяльністю було збирання ягід та інших рослин. Відповідно до стратиграфічного датування стоянки Боґонлун вік її існування 45 000—6 250 р. до н. е.
Багатими на знахідки пізнього періоду є стоянки Боґонлун, Лісібін і нижній шар Юаньшань. Зазвичай це невеликі кам'яні скребки, які знаходять з великою кількістю відходів лущення та камінців, що підтверджує традицію виготовлення найтонших кам'яних знарядь. Доісторичні люди здебільшого використовували їх гострі краї, тому на них часто були явні ознаки зношення. Функції більшості знахідок були в основному для шкрябання та різання. З огляду на розташування пам'ятки це вказує на те, що полювання могло бути основним способом життя. Кілька великих кам'яних знарядь може вказувати на збиральництво.

## Датування стоянки Боґонлун
Згідно зі стратиграфічним датуванням стоянки Боґонлун, часом створення найбільшої кількості дрібних кам'яних знарядь був період в межах 6 250—4 000 рр. до н. е. Через особливості ґрунту не збереглися жодні органічні рештки. Однак знайдені знаряддя та інший реманент демонструють наявність певного розвитку.